# Famille Burovich de Szmajevich
La famille Burovich de Szmajevich est une famille patricienne de Venise, originaire de Kotor, où elle siégea jusqu'à 1721 au Conseil des nobles, .

## Historique
Le comte Giovanni Burovich reçut l'investiture féodale du Sénat (Venise) avec le titre de comte le 12 mai 1703, confirmé le 13 avril 1829 par une résolution souveraine. Sa famille hérita la propriété immobilière de Sesto al Reghena, constituée de terres, du Palazzetto le long de Via Roma et d'un atelier de décorticage de riz. Le palais, auparavant des Corner, a une façade en partie peinte avec des scènes rurales et garde dans la cour un bel exemple de jardin à l'italienne.
Le capitaine Giovanni di Gregorio Burovich, né vers 1660, se mit au service de Venise, et se distinguait dans de nombreuses entreprises guerrières, parmi lesquelles, la conquête de Herceg Novi (Castel-nuovo) en Dalmatie. Ces exploits lui ont valu en 1696 le titre de surintendant de la forteresse.

## Armes

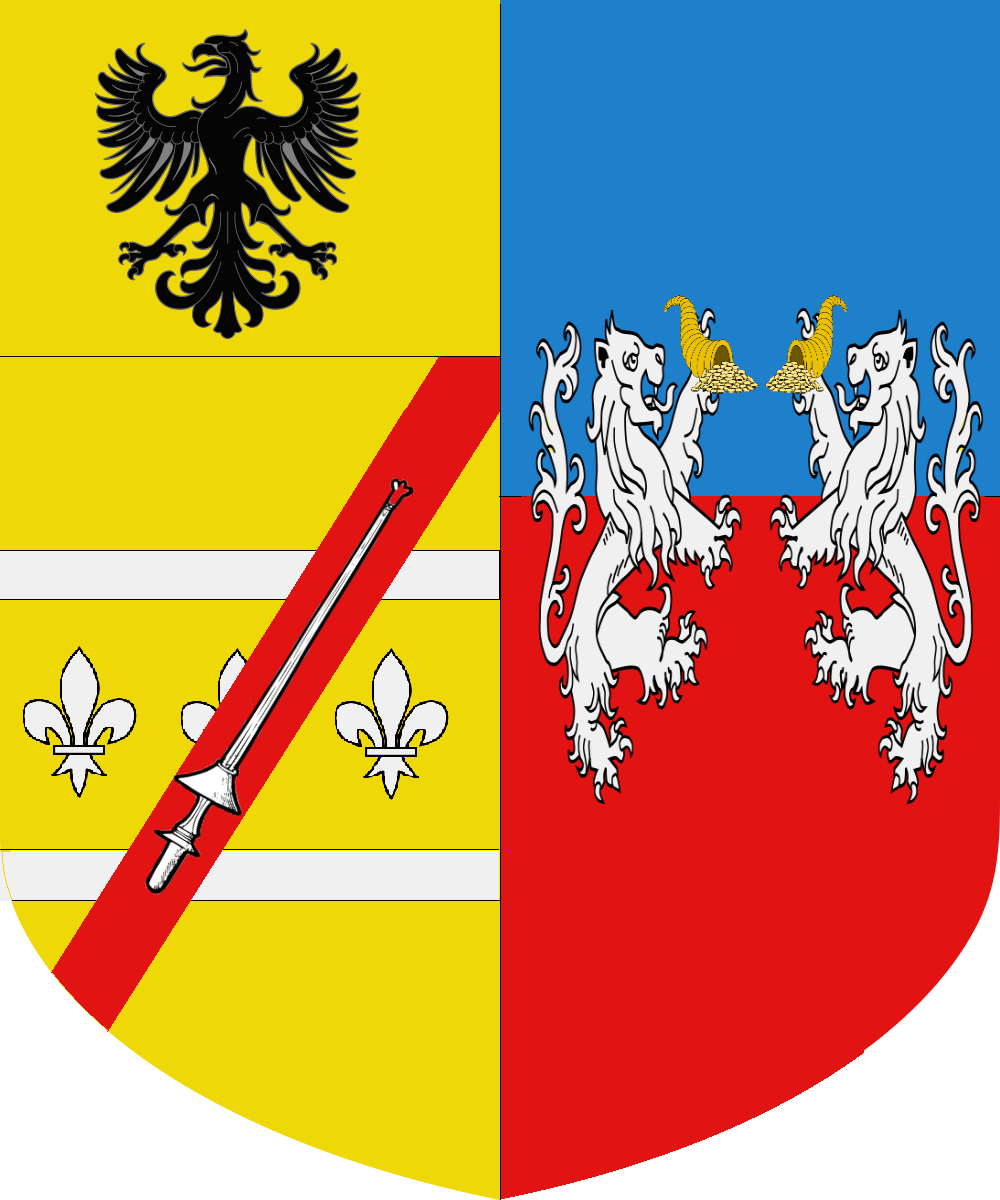
armes des Burovich-Szmajevich

Les armes des Burovich sont parti au premier d'or à trois fleurs-de-lis d'argent rangés entre deux filets en fasces d'argent à une barre de gueules brochant sur le tout et chargé d'une lance de tournoi d'argent au chef d'or chargé d'une aigle de sable becquée et membrée de gueules ; au second coupé d'azur sur gueules à deux lions affrontés d'argent brochant sur le coupé et tenant chacun une corne d'abondance d'or de telle manière que chaque lion tient le pied de la corne d'abondance de l'autre lion et que les deux cornes sont passées en sautoir.